# تپه منصوره
تپه منصوره مربوط به دوران‌های تاریخی پس از اسلام است و در شیروان، ۱۰ کیلومتر شمالغربی شهر واقع شده و این اثر در تاریخ ۲۳ فروردین ۱۳۴۶ با شمارهٔ ثبت ۷۰۵ به‌عنوان یکی از آثار ملی ایران به ثبت رسیده‌است.